# Absolutisme gradué
L'absolutisme gradué est une théorie de l'absolutisme moral qui résout l'objection à l'absolutisme auquel nous devons nous opposer dans les conflits moraux. L'absolutisme moral est le point de vue éthique que certaines actions sont absolument bonnes ou mauvaises, indépendamment d'autres contextes tels que leurs conséquences ou les intentions qui les sous-tendent. L'absolutisme gradué est un absolutisme moral mais juge qu'un impératif moral absolu comme « Ne tue pas » peut être supérieur ou inférieur à un autre impératif moral absolu comme « Ne ment pas ». L'absolutisme gradué, également appelé absolutisme contextuel ou point de vue du plus grand bien, est une alternative à la troisième vision alternative et au point de vue du moindre de deux maux (en), tous deux exposés ci-dessous, en ce qui concerne la résolution d'un conflit moral.
Selon l'absolutisme gradué, dans les conflits moraux, le dilemme n'est pas que nous sommes obligés à des contraires, parce que les absolus les plus puissants ne sont pas opposés à des absolus moindres et le mal n'est pas l'opposé du bien mais est plutôt la privation du bien. Puisque le mal est la privation du bien, seule la privation du plus grand bien compte comme du mal, car chaque fois qu'il y a un conflit moral, nous sommes seulement tenus au plus grand bien. Le véritable dilemme est que nous ne pouvons pas remplir les deux absolus contradictoires au même moment. « Quels » absolus sont en conflit dépend du contexte mais quel absolu est le « plus puissant » ne dépend pas du contexte. Voilà pourquoi l'absolutisme gradué est aussi appelé « absolutisme contextuel » mais ne doit pas être confondu avec l'éthique de situation. Le conflit est résolu en agissant en fonction de l'absolu le plus puissant. Voilà pourquoi l'absolutisme gradué est aussi appelé le point de vue du « plus grand bien »  mais ne doit pas être confondu avec l'utilitarisme.

## Le point de vue de la troisième alternative
C'est l'idée qu'il n'y a jamais de conflits moraux réels [1] et qu'il y a toujours une troisième solution. Cependant, s'il n'y a aucun véritable dilemme, quelle est la nécessité d'une troisième alternative? Et il existe certainement des dilemmes moraux qui n'ont pas de véritable troisième alternative. Interrogé par un meurtrier en puissance de l'emplacement d'une victime potentielle, il est possible soit de considérer plus important de sauver la vie de la victime potentielle - ou il est possible de considérer qu'il est plus important de dire la vérité au meurtrier en puissance de la victime - mais il est impossible de faire les deux et il n'y a pas de troisième voie entre elles.
Cependant, même dans ces cas, la pensée latérale peut produire des alternatives créatives quant à ce qui pourrait être efficace. Une tactique qui a été créée pour résoudre ce dilemme, qui fonctionnerait dans certains contextes, serait tout simplement de déclarer : « Je préfère ne pas dire ».

## Point de vue du moindre mal
Le point de vue du moindre mal (en) est l'idée que la seule façon de sortir d'un conflit moral est de violer l'un des absolus moraux et de choisir le moindre mal. Si par exemple nous sommes en désaccord avec la pensée de Kant relative à l'impératif catégorique et disons que le mensonge est un moindre mal que d'aider un meurtrier potentiel, l'idée du moindre mal voudrait que nous mentions plutôt que d'aider un meurtrier en puissance. Ceci viole le principe du devoir implique pouvoir et se disqualifie lui-même en obligeant le mal.

## Point de vue du plus grand bien
L'absolutisme gradué, ou idée du plus grand bien, est le point de vue qu'il existe de véritables conflits moraux entre absolus mais plutôt que d'exiger une troisième alternative (comme dans le cas de la troisième vision alternative ci-dessus) ou d'obliger le mal (comme dans le cas de l'idée du moindre mal vue ci-dessus), ce point de vue oblige l'absolu le plus puissant ou le plus grand bien. Par exemple, quand on sauve une vie plutôt que de dire la vérité à un meurtrier potentiel, on commet le plus grand bien de sauver une vie, plutôt que de violer le moindre bien de dire la vérité ou de commettre le moindre mal de mentir (que d'aider un meurtrier). Puisque le mal est la privation du bien, seule la privation du plus grand bien compte comme un mal car chaque fois qu'il y a un conflit moral, nous sommes seulement tenus au plus grand bien.

## Ouvrages cités
- Ethics:  Knowing Right from Wrong; by Stan Reeves.
- Any Absolutes? Absolutely! de Norman Geisler (en).
- [3] Introduction to Philosophy:  A Christian Perspective de Norman Geisler (en) et Paul Feinberg (en); Baker Academic; 2e édition (1er mai 1987);  (ISBN 0-8010-3818-9).

## Lecture complémentaire
- Christian Ethics: Options and Issues de Norman Geisler (en); Baker Academic; 2e édition (1989);  (ISBN 978-0-8010-3832-7).

## Source de la traduction
- (en) Cet article est partiellement ou en totalité issu de l’article de Wikipédia en anglais intitulé « Graded absolutism » (voir la liste des auteurs).